# 东江遗址
东江遗址，位于山东省枣庄市山亭区山城街道办事处东江村，是中华人民共和国山东省文物保护单位之一。
2006年12月7日，授予山东省文物保护单位，是一座古遗址。